# 戈爾布利夫
50°32′15″N 28°55′24″E / 50.53750°N 28.92333°E
戈爾布利夫（烏克蘭語：Горбулів）是烏克蘭北部的村莊，隸屬日托米爾州的日托米爾區。該村始建於1584年，面積5.15平方公里，海拔高度197米，人口500。